# Хамидуллин, Фильза Гарифович
Фильза Гарифович Хамидуллин (тат. Филзә Гариф улы Хәмидуллин; 3 января 1936, Казань, Татарская АССР, РСФСР, СССР — 5 января 2022, Казань, Республика Татарстан, Российская Федерация) — советский и российский экономист и политик, член Совета Федерации (2003—2005).

## Биография
Родился 3 января 1936 года в Казани, в 1958 году окончил Казанский государственный финансово-экономический институт, затем аспирантуру Московского технологического института мясной и молочной промышленности. С 1958 года — инструктор Татарского обкома ВЛКСМ, в 1958—1959 годах — секретарь Советского районного комитета ВЛКСМ города Казани.
Преподавал в Казанском государственном финансово-экономическом институте им. Куйбышева (КГФЭИ), где со временем возглавил кафедру отраслевых экономик, а в 1980—1990 годах являлся ректором. Доктор экономических наук (с 1981 года), профессор, действительный член Академии наук Республики Татарстан (с 2010 года). Советник президиума Академии наук Республики Татарстан.
С 1990 по 1995 год занимал должность заместителя председателя Совета министров ТАССР, а также заместителя премьер-министра — председателя Государственного комитета по экономике и прогнозированию Республики Татарстан. В 1995 году назначен государственным советником при президенте Республики Татарстан по социально-экономическим вопросам.
Указом президента Республики Татарстан от 16 апреля 1993 года № УП-206 Ф. Г. Хамидуллин был включён в состав учреждаемой при президенте Комиссии по государственным премиям Республики Татарстан в области науки и техники.
Постановлением Совета Федерации от 23 апреля 2003 года полномочия Ф. Г. Хамидуллина как члена Совета Федерации — представителя от исполнительного органа государственной власти Республики Татарстан подтверждены с 11 апреля 2003 года.
С апреля 2003 по март 2004 года являлся членом Комитета СФ по бюджету, с марта 2004 — заместителем председателя этого Комитета.
Постановлением Совета Федерации от 11 мая 2005 года полномочия Хамидуллина прекращены.
С 2006 года являлся членом Общественной палаты Республики Татарстан, председателем Комиссии по вопросам экономической политики и реализации приоритетных программ Республики Татарстан.
Скончался 5 января 2022 года в Казани в возрасте 86 лет. Свои соболезнования выразил президент Республики Татарстан Р. Минниханов, президиум Академии наук Республики Татарстан, руководство Казанского университета. Прощание прошло в здании Академии наук, похоронен был Хамидуллин на Ново-татарском кладбище.

## Награды
- Орден Трудового Красного Знамени (1982 год) — за успехи в научно-педагогической деятельности[13].
- Медаль «В память 1000-летия Казани» (2005 год)[7], «За доблестный труд. В ознаменование 100-летия со дня рождения Владимира Ильича Ленина» (1970 год)[14].
- Орден «За заслуги перед Республикой Татарстан» (2020 год) — за многолетний добросовестный труд на благо Республики Татарстан и плодотворную научно-исследовательскую деятельность[15].
- Медаль ордена «За заслуги перед Республикой Татарстан» (2016 год) — за многолетнюю плодотворную научно-исследовательскую деятельность и активную общественную работу[16]
- Благодарность президента Республики Татарстан (2021 год)[17].
- Почётное звание «Заслуженный экономист Татарской АССР[тат.]» (1986 год)[18].
- Золотая медаль Академии наук Республики Татарстан «За достижения в науке» (2015 год)[19].

## Личная жизнь
Жена — Сания Вениаминовна, двое детей.